# Široko Selo
Široko Selo falu Horvátországban Kapronca-Kőrös megyében. Közigazgatásilag Sokolovachoz tartozik.

## Fekvése
Kaproncától 15 km-re délnyugatra, községközpontjától 7 km-re délkeletre a  Bilo-hegység nyugati részén fekszik.

## Története
A falunak 1857-ben 80, 1910-ben 113 lakosa volt. Trianonig Belovár-Kőrös vármegye Kaproncai járásához tartozott. 2001-ben a falunak 33 lakosa volt.

## Nevezetességei
A falu határában, a temetőben található Illés próféta tiszteletére szentelt ortodox temploma kisebb méretű épület, a hajóval azonos szélességű, sokszög záródású szentéllyel és a főhomlokzattal egybeépített harangtoronnyal, mely 1770-ben épült és 1893-ban újították fel. A hajót fából készült dongaboltozat borítja, az ikonosztázzal elválasztott szentély pedig kupolával van befedve. A harangtornyot piramis alakú toronysisak fedi, melyen a legfelső emeleten félköríves nyílások láthatók. A földszinten boltíves bejárattal rendelkező előcsarnok alakult ki. Az oldalhomlokzatok egyszerű kialakításúak, sík falfelületek, amelyeket félköríves ablakok tagolnak és egyszerű párkányzattal zárulnak.